# Hypenagonia diana
Hypenagonia diana là một loài bướm đêm trong họ Erebidae.